# 전라남도청 소관 공직유관단체 목록
전라남도 소관 공직유관단체 목록은 전라남도청의 공직유관단체에 대해 기술한다.

## 목록

### 체육회
- 전라남도체육회
- 전라남도장애인체육회

### 의료원
- 목포시의료원
- 전라남도 강진의료원
- 전라남도 순천의료원

### 공사·출자기업
- 전남개발공사
- 여수시도시공사
- 고흥군유통주식회사

### 재단법인
- 전남테크노파크
- 전남신용보증재단
- 광주전남연구원
- 전라남도중소기업종합지원센터
- 전남복지재단
- 전남생물산업진흥원
- 전남인재육성재단
- 전남정보문화산업진흥원
- 전라남도문화관광재단
- 명량대첩기념사업회
- 남도장학회
- 전남여성플라자
- 전라남도청소년미래재단
- 포뮬러원국제자동차경주대회조직위원회
- 녹색에너지연구원
- 목포국제축구센터
- 목포수산식품지원센터
- 나주교육진흥재단
- 진도군인재육성장학회
- 장보고장학회
- 완도군행복복지재단
- 담양군복지재단
- 신혜정신요양원
- 해남지역자활센터
- 시일건강타운
- 전라남도국제농업박람회
- 전라남도환경산업진흥원

### 연수원
- 전라남도교통연수원